# Śląski Szpital Urologiczny w Katowicach
Artykuł ten został zgłoszony do umieszczenia na stronie głównej w rubryce „Czy wiesz”.
Pomóż nam go sprawdzić: oceń zgłoszoną nominację.
Śląski Szpital Urologiczny w Katowicach – niepubliczny zakład opieki zdrowotnej w Katowicach, położony przy ulicy Strzeleckiej 9, na obszarze dzielnicy Śródmieście. Jest jednym z wiodących ośrodków urologicznych w Polsce, który swoją działalność w obecnej siedzibie prowadzi od 1987 roku. Szpital w 2022 roku stał się częścią Grupy Mazovia. 

## Historia

### Żłobek Miejski i Oddział Zakaźny

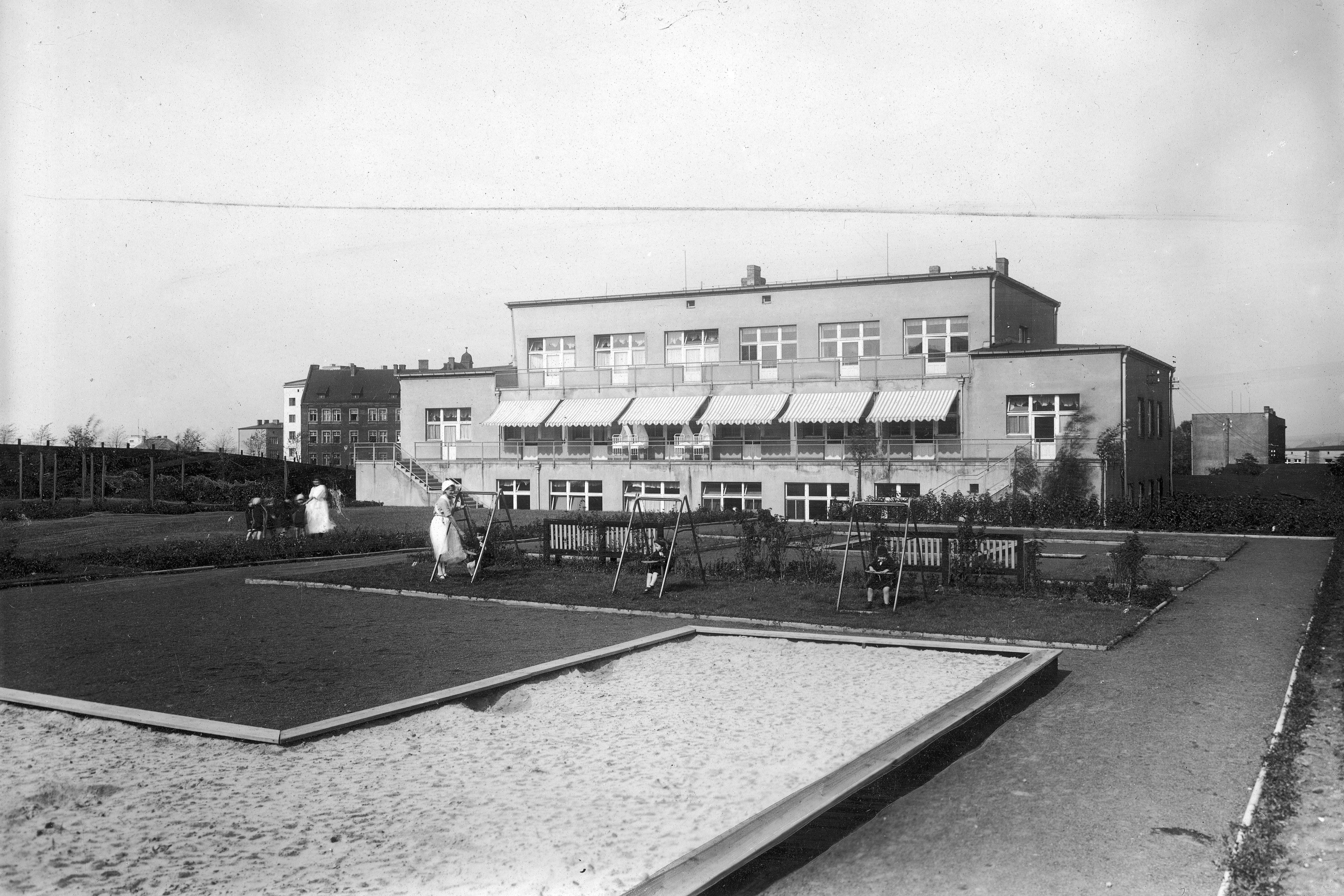
Gmach Żłobka Miejskiego w Katowicach w 1931 roku; obecnie środkowe skrzydło Śląskiego Szpitala Urologicznego; widok w kierunku północno-zachodnim

Początki działalności opiekuńczo-leczniczej w rejonie późniejszego Śląskiego Szpitala Urologicznego w Katowicach sięgają przełomu lat 20. i 30. XX wieku. Wówczas to, w latach 1929–1930 rozpoczęto budowę nowego budynku Żłobka Miejskiego w Katowicach przy ulicy Strzeleckiej 11, który dotychczas mieścił się w trzech salach gmachu szkolnego przy ulicy Dąbrówki. Żłobek w nowym budynku rozpoczął działalność w kolejnym roku. Również w 1931 roku uruchomiono w nim ochronkę (przedszkole).
Projekt budynku żłobka opracował w 1929 roku Tadeusz Eugeniusz Łobos, a jego realizacja trwała do 1932 roku.
W 1934 roku dyrektorem żłobka był dr Stanisław Roszak, a przebywało w nim wówczas 34 dzieci, natomiast do działającej tam ochronki uczęszczało 20 dzieci.
Żłobek Miejski w Katowicach funkcjonował przy ulicy Strzeleckiej do 1939 roku. Po II wojnie światowej, w 1946 roku jego pomieszczania zaadaptowano na cele oddziału zakaźnego. W 1960 roku dysponował on 100 łóżkami.
Oddział Zakaźny Szpitala Miejskiego Nr 6 w Katowicach w gmachu przy ulicy Strzeleckiej 11 istniał do połowy lat 70. XX wieku. Został on zlikwidowany w związku z oddaniem do użytku w 1976 roku Pawilonu Zakaźnego Szpitala Specjalistycznego w Chorzowie.

### Klinika Urologii Śląskiej Akademii Medycznej i Szpital Miejski nr 7
Na początku lat 80. XX wieku, w związku z koniecznością przeprowadzenia generalnego remontu gmachu Szpitala Specjalistycznego nr 2 w Katowicach z siedzibą przy ulicy Warszawskiej 52, zaistniała potrzeba przeniesienia działających tam oddziałów, w tym Oddziału Urologicznego oraz I Katedry i Kliniki Urologii Śląskiej Akademii Medycznej w Katowicach. W tym okresie Oddziałem Urologicznym kierował dr hab. Adam Szkodny, który wyszedł z inicjatywą budowy nowej siedziby przy ulicy Strzeleckiej 9 w Katowicach. Projekt ten uzyskał poparcie władz wojewódzkich i miejskich.
Budowę nowego gmachu dla Kliniki Urologii Śląskiej Akademii Medycznej rozpoczęto około 1983 roku. Postanowiono wówczas zaadaptować trójkondygnacyjny budynek Oddziału Zakaźnego i połączyć go z nowym pięciokondygnacyjnym budynkiem w jeden zespół.

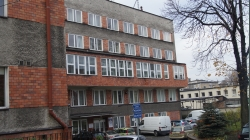
Północne skrzydło gmachu Śląskiego Szpitala Urologicznego (2013)

Gmach został ukończony już w 1986 roku, lecz nie był on wówczas wyposażony w źródła ciepła i energii, dlatego też nie mógł być wówczas przekazany do eksploatacji. Ostatecznie otwarcie nowej siedziby Kliniki Urologii Śląskiej Akademii Medycznej w Katowicach odbyło się w kolejnym roku. Jego budowę realizowało Katowickie Przedsiębiorstwo Budownictwa Przemysłowego.
W drugiej połowie 1987 roku ze Szpitala Specjalistycznego nr 2 w Katowicach do nowego gmachu przeniesiono 50 łóżek klinicznych, a także kadrę medyczną Oddziału Urologicznego oraz wyposażenie oddziału. Szpital wyposażono w niewielkie, głównie trzyłóżkowe sale i pokoje dziennego pobytu. Powstała także duża sala wykładowa i biblioteka.
Jednoprofilowy Specjalistyczny Szpital Urologiczny z 93 łóżkami rozpoczął swą działalność pod nazwą Szpital Miejski nr 7 w Katowicach. Wchodził on w strukturę Zespołu Opieki Zdrowotnej dla miasta Katowice do 1992 roku. Nadzór nad funkcjonowaniem Oddziału Urologicznego Szpitala Miejskiego nr 7 sprawował prof. Adam Szkodny, który 1 września 1984 roku (po odejściu prof. Jerzego Zielińskiego na emeryturę) został kierownikiem I Katedry i Kliniki Urologii Śląskiej Akademii Medycznej. Był także Lekarzem Naczelnym Szpitala Miejskiego nr 7 do 30 września 1995 roku. 
Szpital w momencie otwarcia był największym szpitalem urologicznym w Polsce. W salach operacyjnych i specjalistycznych salach zabiegowych mogło się wówczas odbywać jednocześnie sześć operacji. W 1987 roku przeprowadzono około 2,5 tys. zabiegów urologicznych w tym 370 zabiegów bezoperacyjnego usuwania kamieni nerkowych za pomocą ultradźwięków.

### Szpital Specjalistyczny im. prof. Emila Michałowskiego
11 grudnia 1995 roku Rada Miejska Katowic przyjęła uchwałę, na mocy której przekształcono Szpital Miejski nr 7 w Katowicach, wchodzący do tej pory w skład Zakładu Opieki Zdrowotnej Lecznictwa Zamkniętego w Katowicach, w Samodzielny Publiczny Zakład Opieki Zdrowotnej – Szpital im. prof. Emila Michałowskiego w Katowicach. Reorganizacji placówki podjęła się Wiesława Dąbek przy współudziale zastępcy dyrektora ds. lecznictwa dr Wiesława Dudy, ordynatora Oddziału Urologicznego, którzy w następnych latach kierowali szpitalem. Nowy szpital rozpoczął działalność 1 stycznia 1996 roku.
W szpitalu zaczęto wprowadzać nowoczesne technologie unikalne wówczas w skali Polski, z wykorzystaniem w operacjach lasera holmowego. Zasługą dra Wiesława Dudy jego technika laparoskopowa operacji stała się powszechnym standardem, podobnie jak duże operacje onkologiczne, w tym radykalne usunięcie stercza z powodu raka, onkologiczne usunięcie nerki czy też wycięcie pęcherza w raku i wytworzenie nowego narządu z jelit.
W 2000 roku Szpital im. prof. Emila Michałowskiego dysponował 93 łóżkami, na których leczyło się rocznie około 3,3 tys. pacjentów, w większości mężczyźni. Pracowało wówczas 11 lekarzy etatowych, 5 wolontariuszy, 5 anestezjologów oraz 75 pielęgniarek. Wykonywano wówczas wszystkie zabiegi urologiczne prócz operacji zmiany płci. Odbywały się one w sześciu wyspecjalizowanych salach operacyjnych przystosowanych do operacji otwartych, endoskopowych i z podglądem rentgenowskim.
20 marca 2000 roku powołano Radę Społeczną Szpitala im. prof. Emila Michałowskiego w Katowicach. Z okazji dziesięciolecia działalności Szpitala Specjalistycznego im. prof. Emila Michałowskiego, 21 stycznia 2006 roku w Domu Lekarza w Katowicach odbyło się uroczyste jubileuszowe sympozjum, w którym wzięli m.in. władze Katowic i województwa śląskiego. 
Do 2006 roku szpital został wyposażony w sprzęt diagnostyczny Specjalistycznej Poradni Urologicznej, która prowadziła lecznictwo ambulatoryjne na poziomie ponad 20 tys. porad rocznie. Odnowiono cały sprzęt endoskopowy i laparoskopowy oraz wyposażono dwie nowe sale operacyjne.
31 maja 2010 roku Rada Miasta Katowice przyjęła uchwałę w sprawie likwidacji Samodzielnego Publicznego Zakładu Opieki Zdrowotnej Szpitala im. prof. Emila Michałowskiego w Katowicach, która rozpoczęła się w kolejnym dniu, a realizację świadczeń powierzono spółce MED Holding, wyłonionej w ramach przetargu nieograniczonego.
MED Holding utworzyła niepubliczny zakład opieki zdrowotnej, nadała mu statut i wpisała go 3 sierpnia 2010 roku do rejestru zakładów opieki zdrowotnej prowadzonej przez wojewodę śląskiego jako Niepubliczny Zakład Opieki Zdrowotnej Szpital Specjalistyczny im. Prof. E. Michałowskiego. Dyrektorem nowo utworzonego NZOZ-u został dr Wiesław Duda, który pełnił tę funkcję do końca listopada 2014 roku.
15 września 2011 roku wmurowano kamień węgielny pod budowę nowego budynku szpitalnego połączonego z dotychczasowym obiektem, a jego oddanie do użytku nastąpiło 3 grudnia 2012 roku. W budynku tym ulokowano m.in. izbę przyjęć, poradnię urologiczną, pracownię tomografii komputerowej, blok operacyjny czy cztery jednoosobowe sale chorych. 23 września 2014 roku spółka MED Holding stała się nabywcą starego budynku szpitala.
W grudniu 2014 roku dyrektorem szpitala, pełniącym jednocześnie nadzór nad funkcjonowaniem Specjalistycznej Poradni Urologicznej, został dr Jan Kawecki. W listopadzie 2015 roku zlikwidowano Oddział Urologii Onkologicznej i jednocześnie w ramach Oddziału Urologii wyodrębniono dwa odcinki: Odcinek I Oddziału Urologii (budynek B) oraz Odcinek II Oddziału Urologii (budynek A). 2 listopada 2015 roku otwarto Poradnię Medycyny Pracy, a we wrześniu 2016 roku Pracownię Nietrzymania Moczu.

### Śląski Szpital Urologiczny
Jesienią 2022 roku do struktury Grupy Mazovia został włączony Śląski Szpital Urologiczny, największa wówczas placówka grupy.
W 2022 roku szpital został wyposażony w robota chirurgicznego da Vinci, będący jednym z pierwszych w województwie śląskim, w którym operacje urologiczne przeprowadzane przy jego użyciu były refundowane przez Narodowy Fundusz Zdrowia. Do kwietnia 2025 roku przeprowadzono nim już ponad tysiąc operacji.
1 września 2023 roku Śląski Szpital Urologiczny stał się siedzibą Grupy Mazovia.
W 2024 roku w szpitalu wykonano m.in. 529 operacji usunięcia raka prostaty w 2024 roku – najwięcej w Polsce, a także 456 zabiegów z użyciem robota chirurgicznego. 11 kwietnia 2025 roku zainaugurowano działalność Zakładu Patomorfologii, opartego na zaawansowanych algorytmach sztucznej inteligencji.

## Struktura
- Oddział Urologii Odcinek I – zlokalizowany na 2 piętrze w budynku B szpitala; wyposażony w sale dwu- i trzy osobowe z węzłem sanitarnym[27],
- Oddział Urologii Odcinek II – zlokalizowany na 2 piętrze w budynku A szpitala; wyposażony w sale jedno- i trzy osobowe z węzłem sanitarnym[28].

Na obydwóch oddziałach realizowany jest program Szybkiej Terapii Onkologicznej. Dodatkowo oddziały te są wyposażone są w sprzęt diagnostyczny i zabiegowy, a także jest zapewniony dostęp do bezprzewodowego Internetu i do Kaplicy Szpitalnej w budynku A.

## Działalność
Śląski Szpital Urologiczny w Katowicach jest jednym z wiodących ośrodków urologicznych w Polsce (7. miejsce w rankingu szpitali i oddziałów szpitalnych czasopisma Menedżer Zdrowia i wydawnictwa Termedia w 2018 roku, część urologiczna), oferującym operacje robotyczne (w tym za pomocą robota da Vinci), diagnostykę molekularną i szeroką gamę procedur urologicznych. Posiada 100-łóżkowy oddział urologiczny z ostrym dyżurem urologicznym oraz poradnię pozwalają zapewnić kompleksową opiekę urologiczną. W ramach Przychodni Urologicznej prowadzone są pracownie zabiegowe, diagnostyczne oraz wizyty lekarskie, z których rocznie korzysta ponad 50 tys. pacjentów, a z całodobowego Ostrego Dyżuru Urologicznego dla pacjentów wymagających pilnej i natychmiastowej pomocy korzysta rocznie blisko tysiąc chorych.
W szpitalu w siedmiu salach operacyjnych dziennie przeprowadza się ponad dwadzieścia operacji otwartych, laparoskopowych, endoskopowych oraz robotycznych – rocznie ponad 5 tys. operacji (stan na 2025 roku).
Siedziba Śląskiego Szpitala Urologicznego mieści się przy ulicy Strzeleckiej 9 w Katowicach, na terenie dzielnicy Śródmieście, otoczona sporej wielkości skwerem oraz parkingiem. Gmach wzniesiony jest w stylu późnego funkcjonalizmu. Znajduje się tutaj m.in. kaplica Matki Bożej Uzdrowienia Chorych.
Śląski Szpital Urologiczny jest częścią Grupy Mazovia, w skład której w 2025 roku prócz katowickiej jednostki wchodziły: Szpital Mazovia w Częstochowie, Centrum Urologiczne Urodyn Grupa Mazovia i Szpital Mazovia w Warszawie. W tym czasie prezesem zarządu Śląskiego Szpitala Urologicznego był dr hab. Igal Mor.

## Nagrody i wyróżnienia
- Dyplom Złotej Setki Szpitali Publicznych w Ogólnopolskim Rankingu Szpitali dziennika Rzeczpospolita (2002)[7][36]
- Dyplom Najlepszy w Polsce Szpital w kategorii „Urologia” w Rankingu Szpitali tygodnika Wprost (2003)[14][37]
- Dyplom za uzyskanie 10. miejsca w kategorii „Najlepszy monospecjalistyczny Szpital publiczny w Polsce" w Ogólnopolskim Rankingu Szpitali dziennika Rzeczpospolita (2004)[7]
- Nagroda Godła Promocyjnego „Śląski Oskar” (2006)[14][38]